# Islama köfte

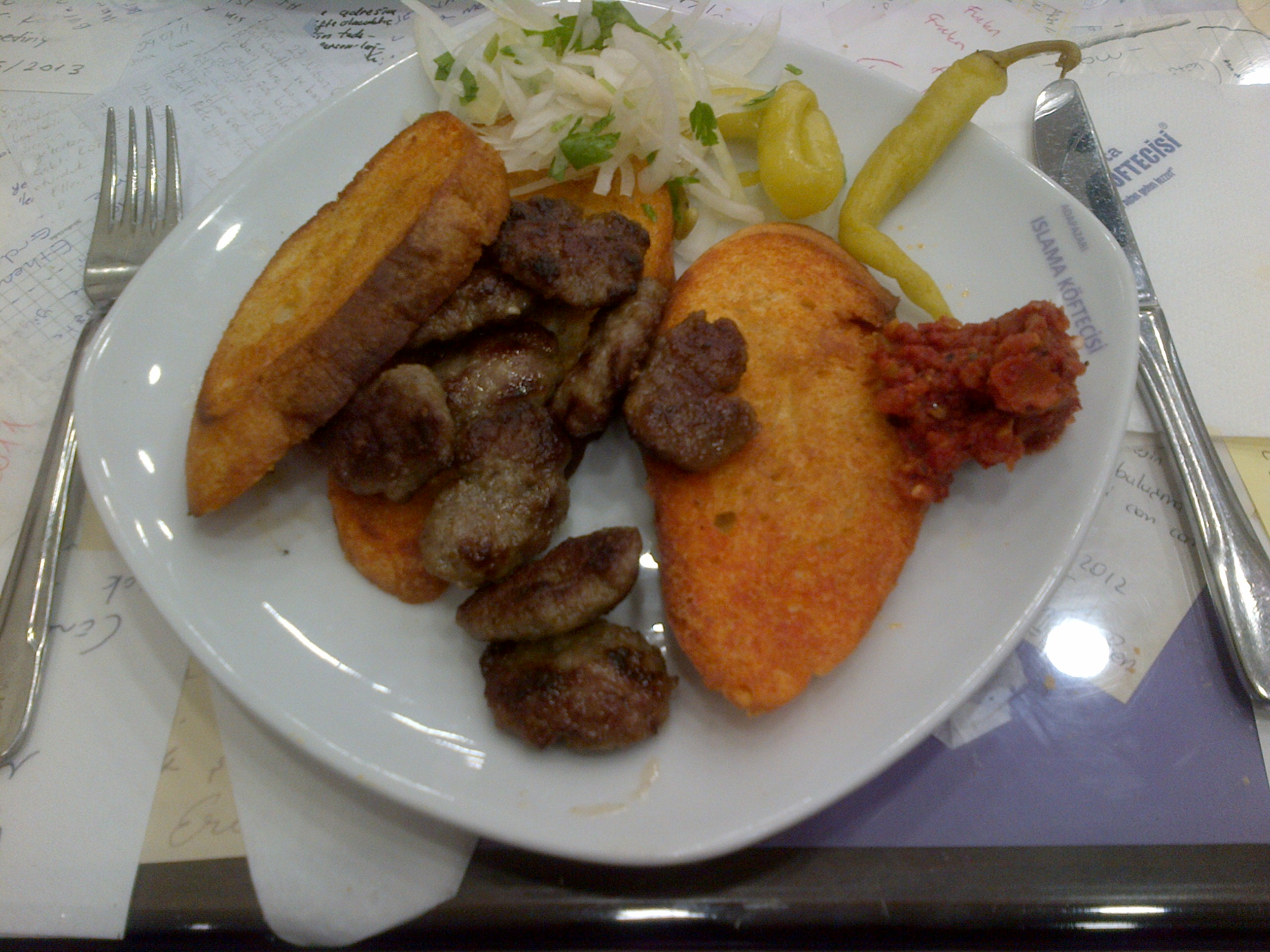
Islama köfte

L'islama köfte és una varietat de köfte a la cuina turca que es fa amb carn de vedella. Les boles de carn són petites i ovalades. "Islama" significa mullar. Trossos de pa es mullen amb el brou d'un os, enriquit amb oli de cuinar (o d'oliva) i pebre vermell molt i després es rosteixen amb les mandonguilles. L'islama köfte generalment se serveix amb piyaz. Pertany a la província de Sakarya.